# Août 1798

## Événements

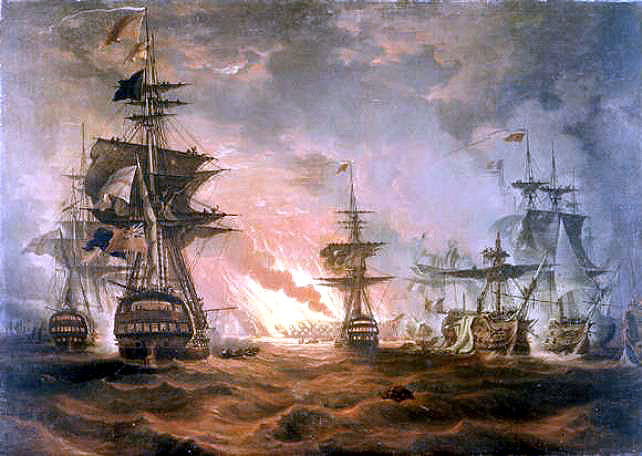
: bataille d'Aboukir

- 1er août (Thermidor an VI) : la flotte française d'Égypte de Brueys d'Aigailliers est anéantie par les Britanniques de Nelson à la bataille d'Aboukir[1].
- 12 août, Brésil : révolution des alfaiates (artisans-tailleurs) à Bahia[2].
- 18 août : combat du Généreux et du HMS Leander.
- 20 août : fondation au Caire de l'Institut d'Égypte[3].
- 22 août : une expédition française débarque à Killala en Irlande[4] (fin le 12 octobre).
- 24 août : bataille de Ballina.
- 27 août : victoire franco-irlandaise à la bataille de Castlebar[4].
- 31 août : après un accord avec Toussaint Louverture, les Britanniques quittent leur dernier bastion du nord de Saint-Domingue, le Môle-Saint-Nicolas[5].
- 31 août - 1er septembre : le premier vol de banque dans l'histoire des États-Unis a lieu à la Bank of Pennsylvania[6].

## Naissances
- 3 août : Prosper Duvergier de Hauranne, homme politique, journaliste et écrivain français († 19 mai 1881).
- 9 août : Léonard Greindl, militaire et homme politique belge († 24 février 1875).
- 21 août : Jules Michelet, historien français († 9 février 1874).
- 22 août : François-Antoine Bossuet, peintre belge († 30 septembre 1889).
- 28 août : Harro Paul Harring, révolutionnaire, poète et peintre allemand († 15 mai 1870).

## Décès
- 15 août : Edward Waring (né en 1736), mathématicien britannique.
- 21 août : James Wilson (né le 4 septembre 1742) était un juge de la cour suprême des États-Unis d'Amérique. Il a participé à la rédaction de la Constitution des États-Unis.
- 27 août : Louis Joseph Watteau, peintre français (° 10 avril 1731).